# Лавники
Ла́вники (лат. scabini від пол. ławnik «засідатель») — члени судової колегії («лави») з компетенцією розглядати карні та певні категорії цивільних справ у містах магдебурзького права. В Україні лави мали тільки великі міста. Вони складалися звичайно з 3—7 членів. За приписами магдебурзького права лавників обирала міська громада. На практиці нових лавників не раз залучали до лави її старі члени. Головою лави був війт. Лави з лавниками існували до скасування магдебурзького права. На українських землях під владою Австрії лавами стали пізніше називатися суди присяжних.